# سارا تشاونسي ولسي
سارا تشاونسي ولسي (بالإنجليزية: Sarah Chauncey Woolsey)‏ (29 يناير 1835، كليفلاند في الولايات المتحدة - 9 أبريل 1905، نيوبورت في الولايات المتحدة)؛ كاتِبة مُتخصِّصة في أدب الأطفال، ممرضة وشاعرة أمريكية.

## روابط خارجية
- سارا تشاونسي ولسي على موقع IMDb (الإنجليزية)
- سارا تشاونسي ولسي على موقع الموسوعة البريطانية (الإنجليزية)
- سارا تشاونسي ولسي على موقع إن إن دي بي (الإنجليزية)
- سارا تشاونسي ولسي على موقع كينوبويسك (الروسية)